# Snöbollseffekt
Snöbollseffekten är en metafor som används för att beskriva en våldsam tillväxt eller utveckling på något område.
Metaforen grundar sig på ett snöboll som sätts i rullning nedför en backe i väder med kramsnö. För varje varv den rullar kommer dess hastighet att öka samtidigt som dess diameter växer. 
Ett exempel på snöbollseffekten är pyramidspel som orsakar större ekonomiska problem. Ett annat exempel är den industriella revolutionen vars utvecklingsprocesser gjort att världens befolkningar ökar allt snabbare i antal samtidigt som de blir tätare.